# Furacão Roslyn (2022)
O furacão Roslyn foi um poderoso ciclone tropical que foi o furacão mais forte no Pacífico desde o Furacão Patricia em 2015. A décima nona tempestade nomeada, décimo furacão e quarto grande furacão da temporada de furacões no Pacífico de 2022, Roslyn se formou em 20 de outubro, de uma área de baixa pressão que se desenvolveu na costa sudoeste do México. O sistema moveu-se para oeste-noroeste, paralelamente à costa, onde se tornou um furacão às 03:00 UTC, em 22 de outubro, e, dentro de 12 horas rapidamente intensificadas para uma furacão categoria 4, com ventos sustentados de 115 kn (213 km/h). Roslyn atingiu a costa em 23 de outubro, perto de Santa Cruz, no norte de Naiarite, às 11h20 UTC com ventos de 105 kn (194 km/h). No interior, Roslyn enfraqueceu rapidamente para uma tempestade tropical e depois se dissipou no centro-leste do México em 24 de outubro.
Roslyn solicitou a emissão de avisos e alertas de furacões e tempestades tropicais pelo governo mexicano para o oeste do México. Mais de 270 pessoas foram evacuadas de Roslyn e muitas atividades foram suspensas. Cerca de 150.000 pessoas ficaram sem energia e pelo menos 5.000 casas foram danificadas. Quatro pessoas morreram e apenas danos menores ocorreram.

## História meteorológica
Em 16 de outubro, o Centro Nacional de Furacões (NHC) começou a monitorar o sul da costa sul do México, onde se esperava a formação de uma área de baixa pressão dentro de alguns dias. Previa-se que o desenvolvimento gradual ocorrido fosse propício. Uma área de baixa pressão formou-se, produzindo uma grande área de chuvas e trovoadas. Dados de vento de satélite indicavam que a circulação estava se tornando mais bem definida.
No início de 20 de outubro, o sistema se tornou uma depressão tropical, recebendo a designação Dezenove-E às 03:00 UTC. Às 15:00 UTC, o sistema se fortaleceu na tempestade tropical Roslyn. Imagens de satélite mostraram a formação de uma banda convectiva no semicírculo oriental com Roslyn se tornando um pouco melhor organizada. A convecção profunda aumentou perto do centro do sistema. Um nublado denso central bem definido de Roslyn, embutido no centro da tempestade. O NHC avaliou que a tempestade se fortaleceu em um furacão de categoria 1 na escala Saffir-Simpson em 22 de outubro e se intensificou rapidamente para um furacão de categoria 2.
Apenas 6 horas depois, Roslyn se tornou um furacão de categoria 3, pois uma parede e um olho bem definido se formaram. Roslyn atingiu o pico de intensidade como um grande furacão de categoria 4 com ventos máximos sustentados de 115 kn (213 km/h). O ciclone permaneceu um formidável furacão, com convecção profunda extremamente intensa e um centro simétrico de nuvens densas. Às 09:00 UTC do dia seguinte, Roslyn enfraqueceu para a força da categoria 3, pois o padrão das nuvens tornou-se menos arredondado e o olho da tempestade ficou obscurecido.
Roslyn pousou perto de Santa Cruz, no norte de Nayarit, às 11:20 UTC com ventos de 105 kn (194 km/h). O aumento do cisalhamento vertical do vento sudoeste e o terreno montanhoso do México fizeram com que o sistema se enfraquecesse em uma tempestade tropical. Roslyn foi rebaixado para uma depressão tropical às 00:00 UTC de 24 de outubro Mais tarde naquele dia, a circulação de baixo nível se dissipou no centro-leste do México. A umidade restante e a energia de nível superior foram então puxadas para o norte, para o Texas, por uma frente fria avançando no centro-sul dos Estados Unidos.

## Preparativos, impacto e consequências

Loop de satélite do furacão Roslyn atingindo a costa de Naiarite e enfraquecendo rapidamente em 23 de outubro

Antecipando-se a Roslyn, o governo do México emitiu um alerta de tempestade tropical para a costa de Manzanillo a partir de Cabo Corrientes. O governo também emitiu alerta de furacão de Playa Pérula a San Blas. As autoridades declararam um alerta de precaução para as províncias de Jalisco, Colima, Naiarite e Sinaloa. Várias centenas de pessoas foram evacuadas de La Huerta. Cinco abrigos de emergência foram instalados em Puerto Vallarta. As atividades escolares e turísticas foram suspensas nas cidades litorâneas durante todo o final de semana. No entanto, isso não impediu que os turistas afluíssem aos resorts. Onze municípios em Nayarit e Durango foram colocados sob alerta "vermelho". O secretário de Segurança Pública, Benito Rodríguez Martínez, disse que 3.000 pessoas foram evacuadas de suas casas nos municípios de Santiago Ixcuintla e San Blas.
Em Nayarite, carros ficaram submersos e grandes danos ocorreram em telhados e coberturas externas. Em Tepic, capital de Nayarite, árvores foram derrubadas e inundaram algumas ruas, e uma rodovia local foi bloqueada após um deslizamento de terra. Pelo menos 5.000 casas foram danificadas. Quatro pessoas morreram, incluindo um homem de 80 anos que morreu quando uma viga de um telhado caiu sobre ele e duas mulheres de prédios que desabaram. O chefe da Proteção Civil local, Adrián Bobadilla, afirmou que os danos não foram significativos, citando "O maior efeito «do furacão» foi das ondas, em algumas infraestruturas à beira-mar «mas» não tivemos danos significativos". Roslyn trouxe ondas altas e chuvas fortes para Puerto Vallarta. Cerca de 150.000 pessoas em todo o México ficaram sem energia. Em Sinaloa, ventos fortes derrubaram os cabos elétricos, árvores e postes, deixando muitos sem eletricidade. Inundações repentinas e falta de energia foram relatados em Puerto Vallarta. O governador de Jalisco , Enrique Alfaro Ramírez, afirmou que os danos do furacão foram pequenos.
Após a tempestade, as praias foram fechadas por tempo indeterminado. As famílias foram realocadas para abrigos temporários em San Blas. 33 pessoas foram atendidas. A Comissão Federal de Eletricidade (CFE) restaurou 63% da energia em três estados. O Plano DN-III-E, um plano de socorro e resgate em desastres, foi ativado nos estados de Jalisco, Sinaloa, Colima e Nayarite. Pelo menos MX $ 70 milhões foram reservados para a reconstrução de áreas em Nayarite. A Cruz Vermelha Mexicana prestou ajuda às famílias. O governo de Escuinapa enviou 5.000 toneladas, incluindo mantimentos e despensas às vítimas do furacão.